# الشرق الأوسط لمحركات الطائرات
شركة الشرق الأوسط لمحركات الطائرات تم تأسيسها في العام 1992، كمشروع مشترك كما أنها تعتبر إحدى شركات التوازن الاقتصادي المدرجة في برنامج التوازن الاقتصادي القائم في المملكة العربية السعودية. ويعتبر برنامج التوازن الاقتصادي أحد البرامج الاستثمارية الابتكارية التي تم تأسيسها في 1989، للمساعدة على تشكيل أعمال مدرة للربح في المملكة العربية السعودية. وقد تم تصميم البرنامج من أجل جذب الاستثمارات الأجنبية من خلال التشجيع على إقامة المشروعات المشتركة بين الشركات الأجنبية والسعودية والتي تعزز من إمكانية التوسع أمام القطاع الخاص السعودي من خلال مشروعات أعمال طويلة الأجل ومربحة لكلا الطرفين وتمتاز بالطابع التعاوني. وتزاول شركة الشرق الأوسط لمحركات الطائرات أعمالها في مجال توفير أعمال صيانة وعمرة المحركات العسكرية للطائرات التابعة للقوات الجوية الملكية السعودية كما تواصل التزامها بأن تكون من بين المزودين العالميين لأعمال عمرة وصيانة المحركات والأجزاء والخدمات المساندة لها. ولا تزال تحافظ على علاقة عمل جيدة مع القوات الجوية الملكية السعودية منذ العام 2001، وذلك من خلال توفير خدمات الصيانة والإصلاح والعمرة للمحرك إف-100-بي دبليو-220 الذي تعمل به الطائرة طراز إف-15 التابعة للقوات الجوية الملكية السعودية. ومنذ ذلك الحين، أنتجت شركة الشرق الأوسط لمحركات الطائرات ما يزيد عن 680 وحدة من طراز برات آند ويتني إف 100 كما بدأت في توفير خدمات الصيانة والإصلاح والعمرة للمحرك أر بي 199 المستخدم في الطائرة «تورنادو». وكان تسليم أول وحدة من التوربين المتوسط طراز أر بي 199 في عام 2009. وبالإضافة إلى ذلك، فقد بدأت شركة الشرق الأوسط لمحركات الطائرات في تطوير قدرات الصيانة والإصلاح والعمرة في أسطول المحرك T-56، وPT6A-62، وT700 التابعين للقوات الجوية الملكية السعودية.